# Три Хил
Три Хил (енгл. One Tree Hill) америчка је драмска телевизијска серија аутора Марка Швона. Премијера је била 23. септембра 2003. на мрежи The WB. После треће сезоне серије, спојили су The WB и UPN како би формирали The CW, а од 27. септембра 2003. серија је емитована на новоформираној мрежи. Српска премијера серије била је на Првој, док је 8. марта 2022. објављена на услузи стриминга, HBO Max. Серија је смештена у измишљени град Три Хил у Северној Каролини и у почетку прати животе два полубрата, Лукаса Скота (Чад Мајкл Мари) и Нејтана Скота (Џејмс Лаферти), који играју за школски кошаркашки тим, као и љубавне драме које прате браћу.
Већина снимања се одвијала у и око Вилмингтона. Многе сцене су снимљене у близини бојног брода USS North Carolina и у кампусу Универзитета Северне Каролине у Вилмингтону. Прве четири сезоне серије фокусирају се на животе главних ликова кроз средњошколске године. У овим сезонама гледамо како ликови граде неочекиване односе док се суочавају са изазовима одрастања у малом граду. Међутим, на почетку пете сезоне, Швон је убрзао хронологију за четири године како би приказао њихове животе након колеџа. Ову сезону је представила нова прича са флешбековима на њихове студентске дане. Касније је Швон убрзао додатних четрнаест месеци од краја шесте до почетка седме сезоне. Уводну тему прати песма „I Don't Want to Be” Гавина Дегроа. Песма је уклоњена у петој сезони; Швон је рекао да је то догодило као исход смањења буџета, додавање више времена за причу и зато што је сматрао да је песма више репрезентативна за адолесцентну прошлост главних ликова него њихову садашњу зрелост. Тему је од тада чинио само наслов исписан на црној позадини. Тема је обновљена за 8. сезону, као одговор на потражњу публике, а певали су је различити извођачи сваке седмице.
Премијеру серије пратило је 2,5 милиона гледалаца, као и 3,3 милиона у својој другој седмици, поставши једна од само три серије којима је порасла гледаност друге епизоде током телевизијске сезоне 2003—2004. Прва сезона је у просеку имала 3,5 милиона гледалаца, а друга је била најгледанија сезона серије, у просеку имајући 4,3 милиона гледалаца седмично и 1,9 милион одраслих од 18 до 49 година. Серија је добила бројне номинације за награде, освојивши две Награде по избору тинејџера.
Дана 12. маја 2009. потврђено је да су Мари и Хилари Бертон (Пејтон) одбили да глуме у седмој сезони, иако се извештаји о ономе што се догодило разликују. Њихови ликови (Лукас и Пејтон) били су два од пет главних протагониста и чинили су једну од главних љубавних прича током целе серије. Дана 17. маја 2011. The CW је обновио Три Хил за девету и финалну сезону, наручивши 13 епизода. Бетани Џој Ленц (Хејли) и Софија Буш (Брук) потписане су као главне улоге девете сезоне, а Лаферти као повремена главна улога. Мари је глумио у епизоди финалне сезоне, која је емитована 11. јануара 2012. Четврта је најдуговечнија серија мреже The CW, после серија Смолвил, Седмо небо и Ловци на натприродно. Серија је завршена 4. априла 2012. године.

## Продукција
Марк Швон је првобитно планирао да свој пројекат реализује као дугометражни филм чији је радни наслов био „Гаврани“ (енгл. Ravens). Идеја о филму је већ била разглашена, али, на наговор једног од челних људи телевизијске мреже WB, Швон је одлучио да идеју о филму замени серијом, са епизодама у трајању од по једног часа, опционо, заједно са рекламама.
Три Хил је измишљен град, а инспирацију за име Швон је добио у песми „One Tree Hill“ групе U-2 која има назив са албума The Joshua Tree који слушао док је писао сценарио. Телевизијска мрежа је желела да серија добије нов назив, јер је назив који је Швон планирао пре свега указивао на спортски карактер серије. Телевизијска мрежа није желела да нова серија доживи исту судбину као серија „Гилморове“, коју је у највећој мери гледао женски део публике. Уместо тога, план је био да се креира серија коју ће радо гледати и мушки и женски део популације. На почетку приказивања серије љубитељи су често постављали питање Швону због чега серија има назив „One Tree Hill“, када се град једноставно зове Три Хил (енгл. Tree Hill. Одговор на ово питање дат је на један непосредан и ненамеран начин у 22. епизоди прве сезоне, када Карен, Лукасова мајка, у једној од сцена каже Лукасу: „Постоји само један Три Хил - и то је твој дом“ (енгл. There is only "one Tree Hill" - and it's your home.).

### Формат епизода
Епизоде обично имају устаљену структуру. Епизода обично почиње са приказивањем најзанимљивијих и најзначајнијих детаља из претходних епизода; међутим, у неким епизодама од тог правила се одступа због недостатка времена. Током прве четири сезоне, насловна нумера се приказује одмах након емитовања дешавања из претходних епизода или након неколико уводних сцена нове епизоде. Кад год епизода садржи одређене „осетљиве“ друштвене теме (доста сцена насиља, сцене убиства или отмице) или у случају да се дужина епизоде веома приближила максимално дозвољеном времену за емитовање, насловна нумера је изостављена. Уместо тога, на самом почетку емитовања епизоде, на црној позадини је великим белим словима исписано One Tree Hill. Током приказивања пете сезоне, насловна нумера коришћена у претходне четири се више не приказује, а уместо тога епизода почиње са исписом назива серије на црној позадини.
Серија „Три Хил“ је позната по томе што се нарација, као средство приповедања, односно приказивања догађаја, користи веома често и то у готово свакој епизоди. Главни наратор у серији је Лукас Скот, али је било и много епизода у којима су други ликови били главни наратори. Чед Мајкл Мари, Џејмс Лаферти, Хилари Бартон, Бетани Џој Ленц и Софија Буш су водили нарацију у великом броју епизода кроз своје ликове. Гостујући глумци су такође били наратори у појединим епизодама, а међу њима свакако су најзначајнији Брајан Гринберг и Шерил Ли, тумачећи ликове Џејка Џигелског и Ели Харп. Постоје две епизоде у којима нарацију води више ликова. Чланови глумачке екипе Ли Норис, Антван Танер и Данил Харис нарацијом су водили дешавања у епизодама, кроз своје ликове Маута, Скилса и Рејчел. Ликови који у серији глуме гимназијске другове главним јунацима, такође су били конаратори у појединим епизодама, а међу њима су најзначајнији Бевин, Чејс и Шели.

### Музика у серији
Музика игра веома важну улогу у целој серији, нарочито у наглашавању најважнијих сцена у свакој епизоди. У серији се јављају песме многих познатих музичара, као на пример: Гавин Дегро, Шерил Кроу, Мишел Бранч, Кели Кларксон, Рекерси, Џими ит ворлд, Фол аут бој, Нада Серф, Jack's Mannequin, Мишел Федерстон, Лупе Фијаско и Within Reason. У петој сезони као један од важнијих ликова појављује се Кејт Вогел, која игра лик Мије Каталано, затим The Honorary Title и Кевин Федерлајн. Бетани Џој Ленц, која у серији игра лик Хејли Џејмс—Скот, Брајан Гринберг, који игра лик Џејка Џаглеског и Тајлер Хилтон, који игра лик Криса Келера, такође су изводили музичке нумере у појединим епизодама. Бас гитариста групе Фол аут бој, Пит Венц, играо је самог себе у серији. Остали познати бендови чије су песме биле саставни део појединих епизода су: Angels & Airwaves, Макласки, Сноу патрол, Кин, Старсејлор, Травис, Фидер, Dashboard Confessional, Лед зепелин, Кјур, Свичфут и Фу фајтерс.
До сада су реализована три компилацијска албума, која садрже музику из серије: One Tree Hill - Music From The WB Television Series, Vol. 1, Friends with Benefit: Music from the Television Series One Tree Hill, Volume 2 и The Road Mix: Music from the Television Series One Tree Hill, Volume 3. Сав приход од продаје другог компилацијског албума ишао је у фонд за борбу против рака дојке, чији је оснивач америчка национална организација за борбу против рака дојке. Марк Швон је открио да свака епизода носи име по називу песама које се јављају у серији. На пример, друга епизода у првој сезони носи назив по једној песми групе Dashboard Confessional, „Места која ће ти уливати највећи страх“, (енгл. The Places You Have Come to Fear the Most). У овој епизоди, Лукас схвата да је кошарка, која је до тада представљала безбрижни део његовог живота, сада постала део његовог живота који ће му уливати највећи страх након придруживања „Гавранима“. У последњој епизоди треће сезоне јавља се песма групе Лед зепелин „Babe I'm Gonna Leave You“, и, након те епизоде серија је ушла у историју. Наиме, то је био јединствен случај да је група Лед зепелин уступила потпуна ауторска права некој серији и омогућила да потпуно несметано емитује њихове музичке нумере.

### Гостовања познатих музичара у серији
У самој серији, Пејтон и Хејли особе су чији је живот у великој мери посвећен музици, па су на основу њихових музичких укуса и музичких праваца које преферирају, музички уредници одабирали познате музичаре који ће се појављивати у појединим епизодама. Клуб „TRIC“ и кафић Лукасове мајке Карен места су где су се најчешће приређивали концерти на којима су наступали познати музичари. Највише гостујућих наступа познатих музичких звезда у серији било је у оквиру треће сезоне:
- Гавин Дегро Епизода: 1.10 „Мораш да одеш тамо да би се поново вратио натраг“[14]
- Шерил Кроу Епизода: 1.15 „Први рез је најдубљи“[14]
- Рекерси Епизода: 2.13 „Херој умире баш у овој“[15]
- Џими ит ворлд Епизода: 2.22 „Плима која је отишла и више се никад неће вратити“[15]
- Фол аут бој Епизода: 3.04 „Један покушај да се погоди величина“ и Епизода: 3.15 „Само посматрај ватромет“[16]
- Нада Серф Епизода: 3.11 „Повратак будућности“[16]
- Епизода: 3.15 „Само посматрај ватромет“[16]
- Мишел Федерстон Епизода: 3.22 „Шоу се мора наставити“[16]
- Лупе Фијаско Епизода: 4.04 „Не можемо зауставити ствари које смо започели“[17]
- Епизода: 4.16 „Ти то назови љутњом, а ја ћу то назвати љубављу“[17]
- Епизода: 5.07 „У клубу“[18]

## Улоге

### Главне улоге
Лукас Скот (Чед Мајкл Мари) је син кога Ден никада није прихватао, што је довело до тога да његов стриц Кит практично преузме улогу његовог оца. На почетку серије Нејтан и он су у непријатељском односу али временом је њихов братски и пријатељски однос растао. Лукасов најбољи пријатељ је Хејли, а он је помало заљубљен у две девојке, Пејтон и Брук. Лукас има опасну срчану ману познатију као HCM, коју крије већ дуго. Осим кошарке, његова највећа љубав су књиге, а најважнији и најзанимљивији цитати из књига које он у серији чита, користе се као делови његове нарације, на почетку или на крају епизода. У петој сезони серије, он је успешан писац и главни тренер средњошколског кошаркашког тима „Гаврани“, у коме је и сам некада играо. Био је у вези са Линдзи, његовим рецензентом за књигу, али његов унутрашњи љубавни конфликт, у коме се двоумио да ли да изабере Пејтон или Линдзи, проузроковао је да га Линдси остави пред олтаром на сам дан венчања. У последњој епизоди пете сезоне, он упућује телефонски позив Брук, Пејтон и Линдси, постављајући питање : „Хоћеш ли да се удаш за мене?“ На крају, ипак, одлучује се за Пејтон.
Нејтан Скот (Џејмс Лаферти) је син кога је Ден прихватио, иако се за однос његових родитеља не може рећи да је баш најбољи. Нејтан се жени са Хејли у првој сезони серије, да би се потом поново венчали у трећој сезони серије. У четвртој сезони серије Нејтан постаје отац, односно Хејли му рађа сина Џејмија. Он и Лукас су у почетку били непријатељи али временом је њихов братски и пријатељски однос растао. Нејтан је звезда кошаркашког тима „Гаврани“ и у четвртој сезони серије постаје најкориснији играч лиге, а његов тим постаје првак. Изгубио је стипендију Универзитета Дјук, јер је признао да је „продао“ две утакмице, тако што је намерно промашио одлучујућа слободна бацања. Кошарка му је одувек била највећа страст, али и његов једини „излаз“ из свакодневице. У петој сезони серије, након туче у локалном кафићу, Нејтан бива парализован на неко време, а његови снови о игрању у НБА су распршени. Покушавајући да се поново врати у стару форму, Нејтан почиње да игра Slam-Ball. Након завршетка једне утакмице, противнички играч намерно баца Нејтана на заштитно стакло, он пада, а затим му прилази син Џејми, говорећи му да престане да игра Слем-Бол, јер се боји да би могао поново да настрада.
Пејтон Сојер (Хилари Бартон) је девојка којој су две највеће љубави, али и страсти у животу, музика и уметност (посебно сликарство). Она је експерт за панк музику, а кроз сликарство одсликава своје животне проблеме. Њена најбоља другарица је Брук, а такође се дружи и са Хејли. У другој сезони, она открива да је још као беба усвојена. Касније упознаје свог биолошког оца, сазнаје да је он такође музичар, али не успева да оствари добру комуникацију са њим. Такође упознаје и свог полубрата, Дерека. Коначно упознаје и своју биолошку мајку, Ели, али убрзо остаје без ње, јер Ели умире од рака дојке. У петој сезони, усамљена Пејтон ради у једној музичкој издавачкој кући у Лос Анђелесу. Боравећи у Лос Анђелесу, Лукас је проси, али она не пристаје да се уда за њега, јер још увек није била спремна за брак. Брук и она одлучују да се врате у Три Хил, где она оснива сопствену музичку издавачку кућу. На крају пете сезоне, поново је у љубавној вези са Лукасом.
Хејли Џејмс-Скот (Бетани Џој Ленц) је Лукасова најбоља пријатељица, Нејтанова супруга и Џејмијева мајка. Она је веома интелигентна особа, која негује високе моралне вредности. Први пут се за Нејтана удаје у првој сезони, а затим поново и у трећој. У дргој сезони серије, одлази на турнеју са Крисом Келером, и та турнеја је умало угрозила њен брак са Нејтаном. На крају четврте сезоне рађа сина, Џејмија. У петој сезони, балансирајући свој живот између улоге мајке и улоге супруге, Хејли почиње да предаје енглески језик и књижевност у средњој школи у Три Хилу, а такође планира и наставак своје музичке каријере. Најбоља је пријатељица са Брук, Пејтон, Скилсом, Маутом и Линдзи. У петој сезони серије, покушава да помогне Квентину, проблематичном ђаку, али невероватном кошаркашком таленту, да испуни све своје школске обавезе. Касније, у шестој сезони, Квентин бива убијен.
Брук Дејвис (Софија Буш), капитен и вођа чирлидерсица средње школе у Три Хилу. Њена најбоља пријатељица је Пејтон. Увек спремна на флертовање, понекад помало и нападна, Брук је била у љубавној вези са Лукасом два пута, али та њихова веза никако није могла да се одржи. У трећој сезони, креирала је сопствену линију одеће „Одећа пре мушкараца“. У петој сезони серије, Брук је власница мултинационалне компаније која се бави модом, а која је израсла из почетне модне линије, па зато носи исто име — „Одећа пре мушкараца“ (енгл. Clothes Over Bros). Упркос томе, она је несрећна у свом приватном животу и одлучује да се са Пејтон врати у Три Хил, где, на месту некадашњег кафића Лукасове мајке, отвара бутик са својом модном линијом. Остварује своју жељу да постане мајка, тако што добија под старатељство девојчицу тамне пути, Енџи, која се налази у Америци јер јој је потребна хитна операција срца. Након успешне операције, Брук постаје неутешна, јер Енџи мора да се врати својим родитељима. У шестој сезони серије, Брук бива нападнута и опљачкана у сопственом бутику. Након тога, она купује пиштољ и покушава да убеди Деб да је научи како да рукује са њим. Након неког времена, предаје у потпуности власништво над компанијом својој мајци, Викторији, говорећи јој да она, као њена мајка, више за њу не постоји. Недуго затим, Брук постаје хранитељка бунтовнички настројеној тинејџерки Сем.
Ден Скот (Пол Џохансон), одличан кошаркаш у прошлости, Лукасов и Нејтанов отац, иако није подизао Лукаса као сопственог сина. Након што је његов брак са Деб пропао, Ден, покушавајући да придобије Нејтана уз себе, почиње у потпуности да испољава мрачну, али може се чак рећи и злочиначку страну своје личности. Након што затиче своју жену Деб у кревету са његовим братом Китом, Ден одлучује да започне „рат“ против свог брата, који кулминира у трећој сезони, када Ден хицем из пиштоља убија Кита, верујући да је Кит крив за пожар који се догодио у његовом салону аутомобила. Касније, Ден открива да је заправо Деб подметнула пожар, и почиње да смишља освету према њој. Поново покушава да се зближи са Лукасовом мајком Карен, подржавајући је и помажући јој током њене трудноће, а све под изговором да жели да „окрене“ нови животни лист. Међутим, Лукас успева да открије да је Ден убио Кита, и Ден бива смештен у затвор. Након четири године проведене у затвору, Ден бива пуштен на условну слободу и поново покушава да се приближи својој породици, како би са женом и синовима провео остатак свог живота, јер је у међувремену установљено да болује од исте срчане болести као и његов син Лукас, и да му преостаје отприлике око шест месеци живота. На крају пете сезоне, само један тренутак пре него што ће бити обавештен о термину трансплантације његовог срца, Ден бива намерно ударен аутомобилом. Прегазила га је Кери, некадашња Џејмијева дадиља, неуротична и психички неурачунљива особа, са циљем да киднапује Џејмија. Ден проводи одређено време у заточеништву у кући Кериног оца, али Хејли ипак успева да га спасе.
Тренер Брајан „Вајти“ Дарам (Бери Корбин), чувени тренер „Гаврана“, средњошколске кошаркашке екипе из Три Хила, који је ту функцију обављао пуних тридесет и пет година. Повукао се са те функције на крају четврте сезоне серије. Ден и он никада нису били у добрим односима и често су се препирали у погледу схватања кошаркашке игре, али и живота уопште. Вајти врло често наглашава смрт своје жене, Камиле, како би истакао да није проводио довољно времена са њом, док је она била жива. Повукао се са позиције тренера након што је екипа на крају четврте сезоне освојила државно првенство, које је он желео више од свега. Након тога, у петој сезони серије, почео је да тренира екипу једног универзитета, удаљеног око три часа вожње од Три Хила, како би помогао Нејтану да оствари сан, и заигра професионално кошарку.
Кит Скот (Крејг Шифер), Денов млађи брат, човек који није постигао толики успех у животу као Ден. Након што се Ден оженио са Деб, а не са Карен, иако је носила његово дете, Кит је помогао Карен при подизању Лукаса и био је његов истински отац, иако не биолошки. Кит и Карен су били у љубавној вези у трећој сезони серије. Кит је имао повремених проблема са алкохолизмом, и стално је покушавао да игнорише Денова подсмевања. Као један вид његове освете према Дену, Кит је преварио свог брата водећи љубав са Деб. Преко тога Ден никако није могао да пређе, па је унајмио Џулс, девојку која је требало да заведе Кита, а одмах потом да га остави. Окрививши у својој глави Кита за човека који је проузроковао пожар у његовом салону аутомобила, а такође искористивши ситуацију која се тог дана догодила у средњој школи, Ден је хицем из пиштоља, у ходнику средње школе, убио рођеног брата. Недуго након убиства, Карен рађа Китово дете, девојчицу по имену Лили. Дух Кита Скота непрестано је прогањао Дена, све до тренутка док се није открило ко је у ствари прави убица.
Карен Ро (Мојра Кели), Лукасова мајка. Ден ју је напустио кад је остала у другом стању у средњој школи, носећи његово дете. Уз несебичну и огромну помоћ Кита, успела је да подигне Лукаса као самохрана мајка. Карен бива потпуно растројена након Китове смрти у трећој сезони серије. У четвртој сезони серије, Карен се поново зближава са Деном, али убрзо сазнаје да је он заправо убио Кита. У четвртој сезони рађа Китово дете, девојчицу по имену Лили. У петој сезони серије, Карен је на путу око света са својом ћерком, а враћа се у Три Хил, на венчање свог сина, заједно са Ендијем.

### Споредне улоге
Деб Ли-Скот (Барбара Алин Вудс), Денова бивша жена и Нејтанова мајка, која има врло често неуролошке проблеме. Након седамнаест година проведених у браку са Деном, разводи се од њега у трећој сезони серије. Живот са Деном постао јој је неподношљив тако да је неколико пута претила Дену убиством. У другој сезони серије, Деб постаје зависник од лекова са смирење. У четвртој сезони се то поново догађа, али оно то успева да превазиђе, и то по други пут. У петој сезони, након необјашњивог нестанка из живота својих најближих, Деб се враћа у кућу Нејтана и Хејли и постаје дадиља свом унуку Џејмију. У исто време започиње изненађујућу љубавну везу са Скилсом.
Марвин „Маут“ Макфаден (Ли Норис), један је од најбољих Лукасових другова, још од детињства. Он је некако увек несрећан у љубави. У другој сезони покушава да освоји Брук, али му то не успева, јер је она заљубљена у Лукаса. Веза са Ериком је прекинута након што је Ерика постала популарна у школи, а није успео да оствари љубавну везу ни са Рејчел јер је она била заинтересована за Нејтановог ујака, Купера. Ђиђи, његова колегиница на месту спортског коментатора, такође је раскинула са њим након неколико седмица проведених заједно, а Шели га је оставила након што је своје прво сексуално искуство имао са њом. У петој сезони серије имао је љубавну аферу са својом шефицом Алис. Ипак, Маут коначно успева да оствари стабилну љубавну везу и то са Милисент. Маут званично постаје спортски коментатор у петој сезони серије. Тај посао је обављао и раније, коментаришући утакмице „Гаврана“, али је након четврте сезоне одлучио да направи паузу. У шестој сезони серије, сели се са Милисент у Омаху, али се убрзо враћа у Три Хил, јер је Милисент, која је запослена у бутику чији је власник Брук, морала да помогне Брук у креирању нове линије одеће. Поново добија посао спортског коментатора на локалној телевизији, а за помоћника добија, ни мање ни више него Ђиђи.
Антван „Скилс“ Тејлор (Антван Танер), један је од најбољих Лукасових другова, још од детињства. Он добија важнију улогу у серији у четвртој сезони, када постаје стандардни члан прве петорке „Гаврана“. У петој сезони, постаје помоћник главног тренера „Гаврана“. Станује заједно са Маутом, Џанкијем и Фергијем. У петој сезони више није у вези са својом девојком из средње школе Бевин, већ започиње љубавну везу са Нејтановом мајком Деб, уговоривши први састанак са њом преко Интернета.
Рејчел Гатина (Данил Харис), је девојка која се досељава у Три Хил у трећој сезони серије. Придружује се чирлидерсицама и одмах долази у сукоб са Брук, јер показује интересовање за Лукаса. Касније ће Брук и Рејчел ипак постати пријатељице. Рејчел покушава да се зближи са Маутом, али га оставља по страни због Купера, који са друге стране оставља њу, када сазна да га је лагала за своје годиште. Након Нејтановог и Хејлиног венчања у трећој сезони, Рејчел и Купер доживљавају саобраћајну несрећу, њихов ауто пробија банкину на мосту и сурвава се у реку. Нејтан је успео да је спасе. Она касније почиње да гаји извесна осећања према Нејтану, али се повлачи када сазнаје да је Хејли трудна. Након једног теста у школи, знајући да је лоше урадила и да ће вероватно пасти на тесту, Рејчел, заједно са Брук, покушава да украде решења тестова, али бива ухваћена. Да би спасила Брук, за казну бива избачена из средње школе у Три Хилу. У петој сезони, Рејчел је бивша манекенка у компанији коју води Брук и зависник од хероина. Брук је проналази у стану, скоро мртву(због претеране дозе хероина) и поново је доводи у Три Хил, како би јој помогла да започне нови живот. Али након свађе са Викторијом, Рејчел краде новац из касе у бутику чији је власник Брук и поново напушта Три Хил, одлазећи у непознатом правцу.
Џејмс Лукас Скот (Џексон Брандиџ), син Нејтана и Хејли, рођен на крају четврте сезоне серије. У петој сезони серије, он има четири године и у центру је пажње својих родитеља, кумова Лукаса и Брук и свих осталих који су у добрим односима са Нејтаном и Хејли. Његова бивша дадиља Кери киднапује га у стотој епизоди серије, али га спашава нико други до његов деда Ден Скот. Након тога, Џејми још више настоји и жели да се зближи са својим дедом, упркос противљењу његових родитеља.
Милисент Хакстабл (Лиса Голдстин), прва асистенткиња од Брук, и главна помоћница у бутику чији је власник Брук. У романтичној је љубавној вези са Маутом. У првој епизоди шесте сезоне, она се сели у Омаху заједно са Маутом. У петој епизоди шесте сезоне поново се враћа у Три Хил, како би помогла Брук у послу везаном за бутик.

## Опис серије
Прва сезона серије садржи 22 епизоде, друга 23, трећа 22, четврта 21, пета 18, а 24 епизоде је планирано да буду приказане у оквиру шесте сезоне.

### Утицај спонзора на садржај појединих епизода
На самом почетку серије, главни спонзор је био АТ&T. Већина главних ликова у серији је користила мобилне телефоне ове компаније. Ова компанија је омогућила гледаоцима да гласањем одаберу сцене које ће се снимати и приказивати у појединим епизодама. Први избор је био да ли да се снима сцена у којој се Нејтан и Хејлина сестра Тејлор љубе у једном бару у оквиру друге сезоне серије; гледаоци су ипак изабрали да се Нејтан и Тејлор ипак не пољубе у тој сцени. Други избор који је био понуђен гледаоцима јесте да гласају која је то песма која ће бити Нејтанова и Хејлина песма на венчању. Гледаоци су изабрали да то буде песма Гавина Дегроа „More Than Anyone“. Компанија је такође омогућила гледаоцима да гласају који ће бенд свирати на матурској вечери у четвртој сезони серије. Гледаоци су изабрали да то буде бенд Within Reason, из америчке савезне државе Алабаме.
Санкист је такође један од спонзора ове серије. У неколико епизода могу се приметити пића ове компаније у фрижидерима као и у аутомату за пиће у средњој школи у Три Хилу. Ова компанија је омогућила гледаоцима да гласају који ће град бити изабран као град кога ће посетити један од ликова у епизоди „Ноћу све постаје горе“. Гледаоци су изабрали да то буде град Хани Грув, у америчкој савезној држави Тексас.
У четвртој епизоди четврте сезоне, под називом „Не можемо зауставити ствари које смо започели“, Рејчел позира као фото—модел за часопис Максим. Та сцена је заправо одлично уклопљена у серију, јер је глумица која у серији игра лик Рејчел заправо фото—модел и манекенка и у том тренутку је позирала за часопис Максим.
У седмој епизоди четврте сезоне, под називом „Све те ствари које сам учинио“, победница америчког такмичења за најлепшу девојку КериДи Инглиш, добила је улогу манекенке Тие у једној од епизода.
Ланац робних кућа Мејсис организовала је такмичење у коме је победнику било омогућено да добије улогу у једној епизоди серије, као и да се упозна са комплетном екипом која реализује серију.
У седамнаестој епизоди пете сезоне, Миа, чији лик у серији игра Кејт Вогеле учествовала је као један од извођача на концерту који су заједнички организовале непрофитна организација Rock The Vote и StarBurst, компанија која је чувена по производњи жвакаћих гума и бомбона.

### Прва сезона
Прва епизода серије емитована је 23. септембра 2003. године, а последња епизода у првој сезони емитована је 11. маја 2004. године.
У првој сезони серије упознајемо се са главним ликовима и њиховим животима. Сезона прати средњошколске дане Лукаса, Нејтана, Пејтон, Хејли и Брук све до прве утакмице на финалу државног првенства у кошарци. Сазнајемо да су Лукас и Нејтан браћа, али да од детињства нису били у добрим односима, захваљујући њиховом оцу Дену. Прва сезона одсликава отворени сукоб између браће, који почиње од тренутка када Лукас заузима место у стартној постави средњошколске кошаркашке екипе из Три Хила, познатије као „Гаврани“. Други значајни догађаји у првој сезони су и почетак љубавне везе између Нејтана и Хејли, као и стварање љубавног троугла између Лукаса, Пејтон и Брук. Последња епизода прве сезоне доноси и неочекивану промену у животима два главна лика.

### Друга сезона
Друга сезона серије садржи 23 епизоде и премијерно је приказивана од 21. септембра 2004. године до 24. маја 2005. године.
У другој сезони серије породица Тагаро, која је морала да напусти свој претходни дом због гласина о сексуалној опредељености њихове ћерке Ане, досељава се у Три Хил. Ана почиње да се меша у љубавни троугао између Лукаса, Пејтон и Брук, што доводи до стварања нових љубавних веза (Лукас и Ана, Џејк и Пејтон, Брук и Феликс). Хејли и Нејтан преживљавају тешке тренутке, јер се њихов брак налази на рубу пропасти. Сазнање да Лукас има наследну болест срца, као и његов отац Ден, још више компликује животе главних јунака. Карен се уписује у школу за менаџмент и започиње љубавну везу са својим професором Ендијем. У исто време отвара и клуб „TRIC“. У другој сезони такође сазнајемо да је Деб постала зависник од лекова за смирење и никако не успева да пронађе излаз из те критичне ситуације.

### Трећа сезона
Трећа сезона серије садржи 22 епизоде и премијерно је приказивана од 5. октобра 2005. године до 3. маја 2006. године.
Трећа сезона одсликава долазак Рејчел Гатине у Три Хил. Рејчел, девојка која непрестано ствара проблеме, доноси неочекивану драму у љубавну везу између Лукаса и Брук. У трећој сезони пратимо такође и борбу Нејтана и Хејли да остану заједно у браку, упркос свим неслагањима и животним трзавицама које их саплићу. Важан догађај у трећој сезони је и Денов план освете према ономе који је, према његовом мишљењу, покушао да га убије. Један од најузбудљивијих делова сезоне је 17. епизода, у којој су Лукас, Нејтан, Хејли, Пејтон и остали ученици постали таоци свог друга Џимија, у просторијама средње школе. Кулминацију ове епизоде представља смрт једног од главних ликова.

### Четврта сезона
Четврта сезона серије садржи 21. епизоду и премијерно је емитована у периоду од 27. септембра 2006. године до 13. јуна 2007. године.
Четврта сезона серије почиње са раскидом љубавне везе између Лукаса и Брук, а након тога следи и његово помирење са Пејтон. Сазнајемо такође да је једна од главних јунакиња у другом стању и да очекује дете, чији је отац један од двојице браће Скот. Ден покушава да ублажи грижу савести која га непрестано мучи, али убрзо сазнаје да још неко зна комплетну истину о догађају у средњој школи, у 17. епизоди треће сезоне. Такође, Ден се поново зближава са Карен. Рејчел и Брук постају најбоље пријатељице, али њихово пријатељство ће неколико пута бити тестирано, због њихових невоља у одељењу и сталне борбе за освајањем „титуле“ најлепше девојке у средњој школи у Три Хилу.

### Пета сезона
Пета сезона серије садржи 18. епизода и премијерно је емитована у периоду од 8. јануара 2008. године до 19. маја 2008. године.
На почетку пете сезоне сазнајемо да је прошло четири и по године откад су Лукас, Нејтан, Хејли, Брук и Пејтон завршили средњу школу. Брук је, након успешне пословне каријере, сада више окренута мислима о материнству. Лукас је постао књижевник, а његов први роман ће ускоро бити екранизован, у виду филма. Поново обнавља своју љубавну везу са Пејтон. Маут и Милисент не успевају да ускладе свој пословне обавезе са приватним животом, како би могли да пронађу више времена једно за друго. Брак Нејтана и Хејли је поново у кризи, али Хејли (која је у међувремену постала професорка у средњој школи у Три Хилу) не одустаје од својих, али ни од Нејтанових снова, у које је он престао да верује, када је тешко повредио кичму и остао делимично непокретан. Маут никако не успева да пронађе сталан посао, а „Гаврани“ започињу нову сезону са новим тренерским тријом на клупи, којег чине Лукас, Скилс и Нејтан.

## Гледаност серије
У следећој табели дат је приказ гледаности серије по сезонама (заснован на просечној вредности од укупног броја гледалаца који су гледали сваку епизоду одређене сезоне), како на телевизији  тако и на телевизији .
| Сезона  | Време емитовања                                                                                       | Прва епизода       | Последња епизода | ТВ сезона | Ранг | Гледалаца (у милионима) |
| ------- | --- | ------------------ | ---------------- | --------- | ---- | ----------------------- |
| Прва    | Уторак 21 час                                                                                         | 23. септембар 2003 | 11. мај 2004     | 2003-2004 | #173 | 3,5                     |
| Друга   | Уторак 21 час                                                                                         | 21. септембар 2004 | 24. мај 2005     | 2004-2005 | #117 | 4,5                     |
| Трећа   | Среда 20 часова                                                                                       | 5. октобар 2005    | 3. мај 2006      | 2005-2006 | #139 | 2,8                     |
| Четврта | Среда 21 час                                                                                          | 27. септембар 2006 | 13. јун 2007     | 2006-2007 | #136 | 2,9                     |
| Пета    | Уторак 21 час (8. јануар) Уторак 21 час (8. јануар - 18. март) Понедељак 21 час (14. април - 19. мај) | 8. јануар 2008     | 19. мај 2008     | 2008      | #184 | 3,3                     |
| Шеста   | Понедељак 21 час                                                                                      | 1. септембар 2008  | пролеће 2009     | 2008-2009 | #107 | 3,5                     |

За време приказивања треће сезоне серије, телевизија WB је променила дан приказивања серије и уместо уторком серија је приказивана средом. То је довело до смањења гледаности, а гледаоци су као главни разлог управо навели промену дана емитовања. Седамнаеста епизода треће сезоне серије, која је премијерно приказана 1. марта 2006. године са насловом „Уморних очију, уморних мисли, уморних душа, ми спавамо“, у којој су одсликане две трагичне смрти, имала је рејтинг 2,5/4 и то је представљало највећу гледаност за време приказивања треће сезоне.
Када се сазнало да ће две телевизијске мреже заједно формирати нову телевизију, CW, убрзо су почеле да круже гласине о томе да ће серија престати да се снима.
Званична програмска шема нове телевизијске мреже објављена је у уторак 18. маја 2006. године, и на њој се нашла и серија Три Хил, која је по распореду емитовања била предвиђена за среду, од 21 час, по америчком времену. Снимање четврте сезоне је почело 20. јула 2006. године, а прва епизода четврте сезоне премијерно је емитована 27. септембра 2006. године. Имала је рејтинг од 2,5/4, што представља изједначење најбољег рејтинга из треће сезоне.
У марту, 2008. године, телевизија CW је јавно објавила да ће се снимати и приказивати и шеста сезона серије. У мају исте године објављено је да ће се шеста сезона приказивати понедељком, од 21 час (по америчком времену) и да ће прва епизода шесте сезоне бити емитована 1. септембра 2008. године.
Премијерну епизоду шесте сезоне гледало је 3,25 милиона гледалаца.

## DVD издања
Првих пет сезона серије реализоване су и као комплети од 5 или 6 видео-дискова (DVD) за регионе 1, 2 и 4. DVD издања обично садрже коментаре глумаца, али и осталих чланова екипе која реализује серију, затим сцене које су избрисане, затим приказ најсмешнијих детаља са снимања појединих сцена и још много пропратног материјала. Информације о DVD издањима могу се пронаћи у чланцима везаним за сваку појединачну сезоне серије.
| Комплетна сезона | Датуми издавања    | Датуми издавања                     | Датуми издавања           |
| Комплетна сезона | DVD регион 1 (САД) | DVD регион 2 (Уједињено Краљевство) | DVD регион 4 (Аустралија) |
| ---------------- | ------------------ | ----------------------------------- | ------------------------- |
| Прва             | 25. јануар 2005    | 5. септембар 2005                   | 1. фебруар 2006           |
| Друга            | 13. септембар 2005 | 10. април 2006                      | 6. септембар 2006         |
| Трећа            | 26. септембар 2006 | 23. октобар 2006                    | 4. јул 2007               |
| Четврта          | 18. децембар 2007  | 7. април 2008                       | 4. јун 2008               |
| Пета             | 26. август 2008    | 6. октобар 2008                     | Јун/Јул 2009.             |